# Châtillon-sur-Indre
Pour l’article homonyme, voir Châtillon.
Châtillon-sur-Indre est une commune française située dans le département de l'Indre, en région Centre-Val de Loire.

## Géographie

### Localisation
La commune est située dans l'ouest du département, à la limite avec le département d'Indre-et-Loire. Elle est située dans la région naturelle du Boischaut Nord.
Les communes limitrophes sont : Saint-Cyran-du-Jambot (4 km), Fléré-la-Rivière (6 km), Le Tranger (6 km), Saint-Médard (7 km), Clion (7 km), Murs (8 km), Cléré-du-Bois (9 km), Villedômain (10 km) et Loché-sur-Indrois (12 km).
Les communes chefs-lieux et préfectorales sont : Buzançais (22 km), Le Blanc (40 km), Châteauroux (44 km), Issoudun (62 km) et La Châtre (77 km).

### Hameaux et lieux-dits
Les hameaux et lieux-dits de la commune sont : Toiselay (ancienne paroisse, devenue un quartier, à l'ouest de la ville sur la route de Tours), Ornay, la Gavaudière, la Galterie et Bigorne.

### Géologie et relief
La commune est classée en zone de sismicité 2, correspondant à une sismicité faible.

### Hydrographie
Le territoire communal est arrosé par la rivière Indre.

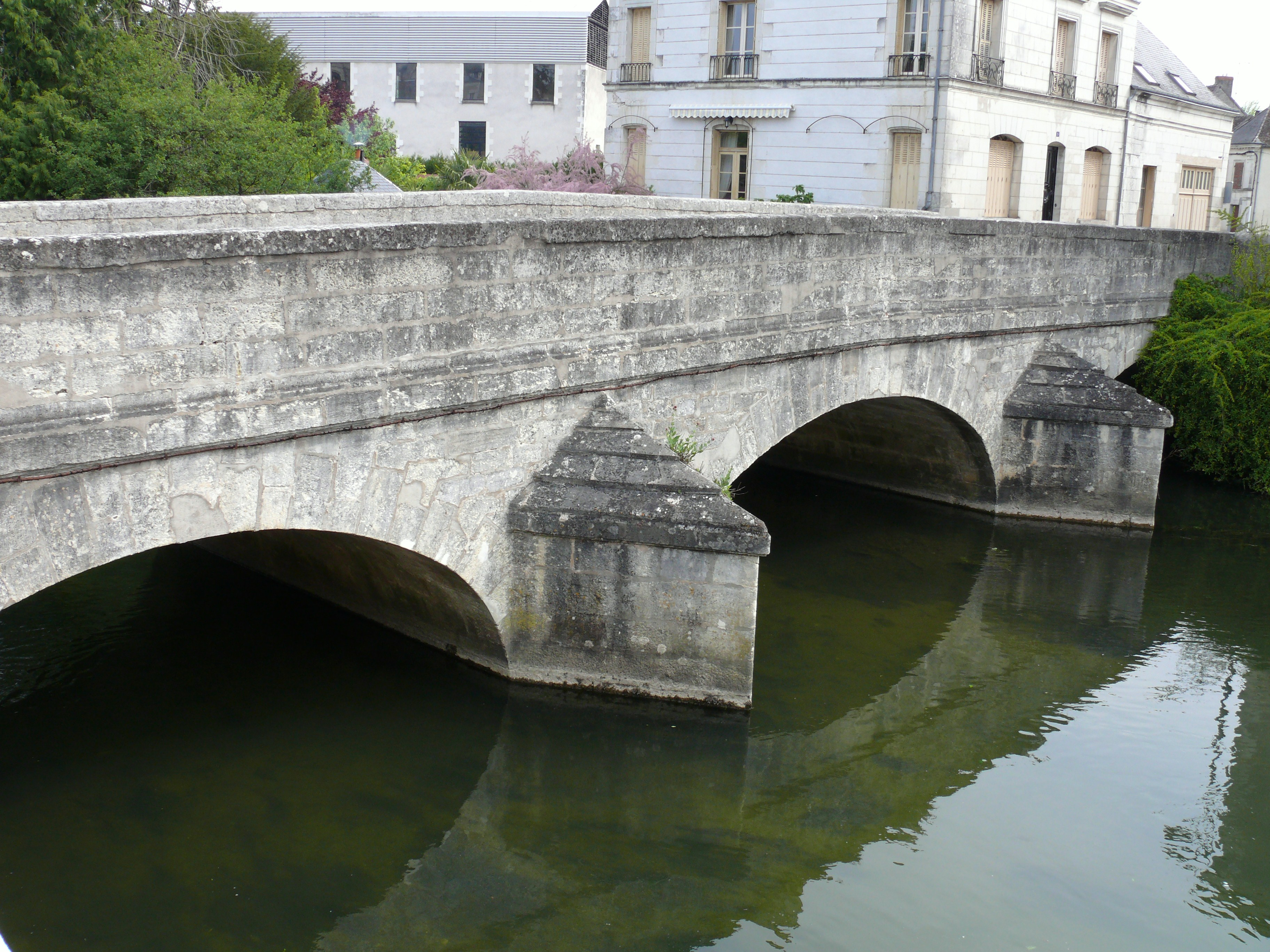
La rivière Indre en 2010.

### Climat
Pour des articles plus généraux, voir Climat du Centre-Val de Loire et Climat de l'Indre.
En 2010, le climat de la commune est de type climat océanique dégradé des plaines du Centre et du Nord, selon une étude du Centre national de la recherche scientifique s'appuyant sur une série de données couvrant la période 1971-2000. En 2020, Météo-France publie une typologie des climats de la France métropolitaine dans laquelle la commune est exposée à un climat océanique altéré et est dans la région climatique  Centre et contreforts nord du Massif Central, caractérisée par un air sec en été et un bon ensoleillement. 
Pour la période 1971-2000, la température annuelle moyenne est de 11,5 °C, avec une amplitude thermique annuelle de 15,2 °C. Le cumul annuel moyen de précipitations est de 714 mm, avec 11,1 jours de précipitations en janvier et 6,8 jours en juillet. Pour la période 1991-2020, la température moyenne annuelle observée sur la station météorologique de Météo-France la plus proche, sur la commune de Murs à huit km à vol d'oiseau, est de 12,3 °C et le cumul annuel moyen de précipitations est de 740,3 mm,. Pour l'avenir, les paramètres climatiques de la commune estimés pour 2050 selon différents scénarios d'émission de gaz à effet de serre sont consultables sur un site dédié publié par Météo-France en novembre 2022.

### Voies de communication et transports

#### Voies routières
Le territoire communal est desservi par les routes départementales : 13, 13B, 28, 43, 122, 943 et 975.

#### Transports
La ligne de Joué-lès-Tours à Châteauroux passe par le territoire communal, une gare desservait la commune. La gare ferroviaire la plus proche est la gare de Loches, à 22 km.
Châtillon-sur-Indre est desservie par la ligne R du Réseau de mobilité interurbaine et par la ligne 2.4 du réseau d'autocars TER Centre-Val de Loire.
L'aéroport le plus proche est l'aéroport de Châteauroux-Centre, à 50 km.
Le territoire communal est traversé par le sentier de grande randonnée 46 et par le sentier de grande randonnée de pays de Valençay.

### Réseau électrique
La commune possède un poste source sur son territoire qui est situé au lieu-dit le Moulin de la Grange.
Projet d'implantation d'une centrale photovoltaïque au sol.

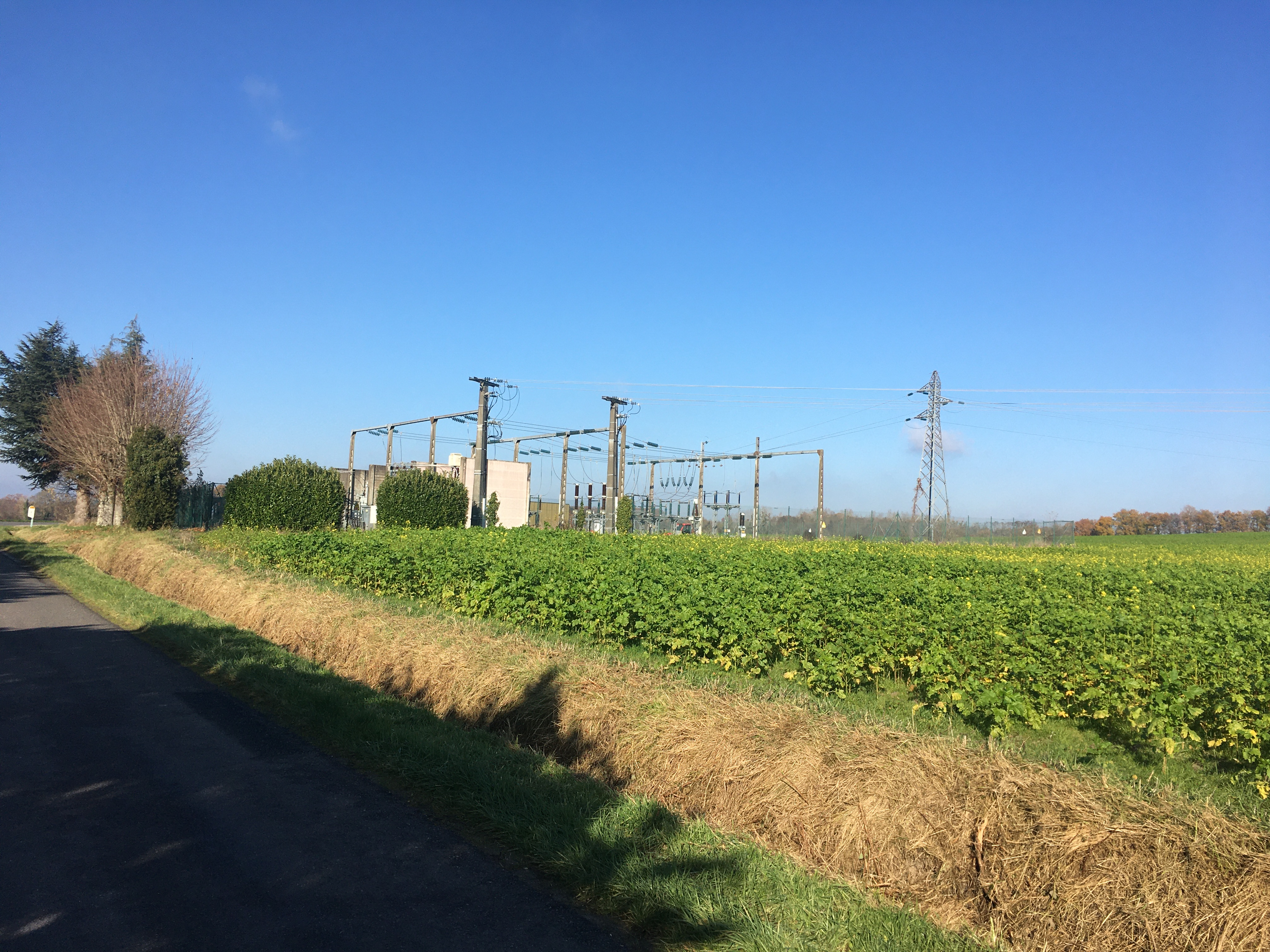
Le poste source en 2020.

## Urbanisme

### Typologie
Au 1er janvier 2024, Châtillon-sur-Indre est catégorisée bourg rural, selon la nouvelle grille communale de densité à sept niveaux définie par l'Insee en 2022.
Elle appartient à l'unité urbaine de Châtillon-sur-Indre, une unité urbaine monocommunale constituant une ville isolée,. La commune est en outre hors attraction des villes,.

### Occupation des sols
L'occupation des sols de la commune, telle qu'elle ressort de la base de données européenne d’occupation biophysique des sols Corine Land Cover (CLC), est marquée par l'importance des territoires agricoles (88,4 % en 2018), une proportion sensiblement équivalente à celle de 1990 (89,2 %). La répartition détaillée en 2018 est la suivante : terres arables (62,9 %), prairies (16,7 %), zones agricoles hétérogènes (8,8 %), forêts (6,2 %), zones urbanisées (5,4 %). L'évolution de l’occupation des sols de la commune et de ses infrastructures peut être observée sur les différentes représentations cartographiques du territoire : la carte de Cassini (XVIIIe siècle), la carte d'état-major (1820-1866) et les cartes ou photos aériennes de l'IGN pour la période actuelle (1950 à aujourd'hui).

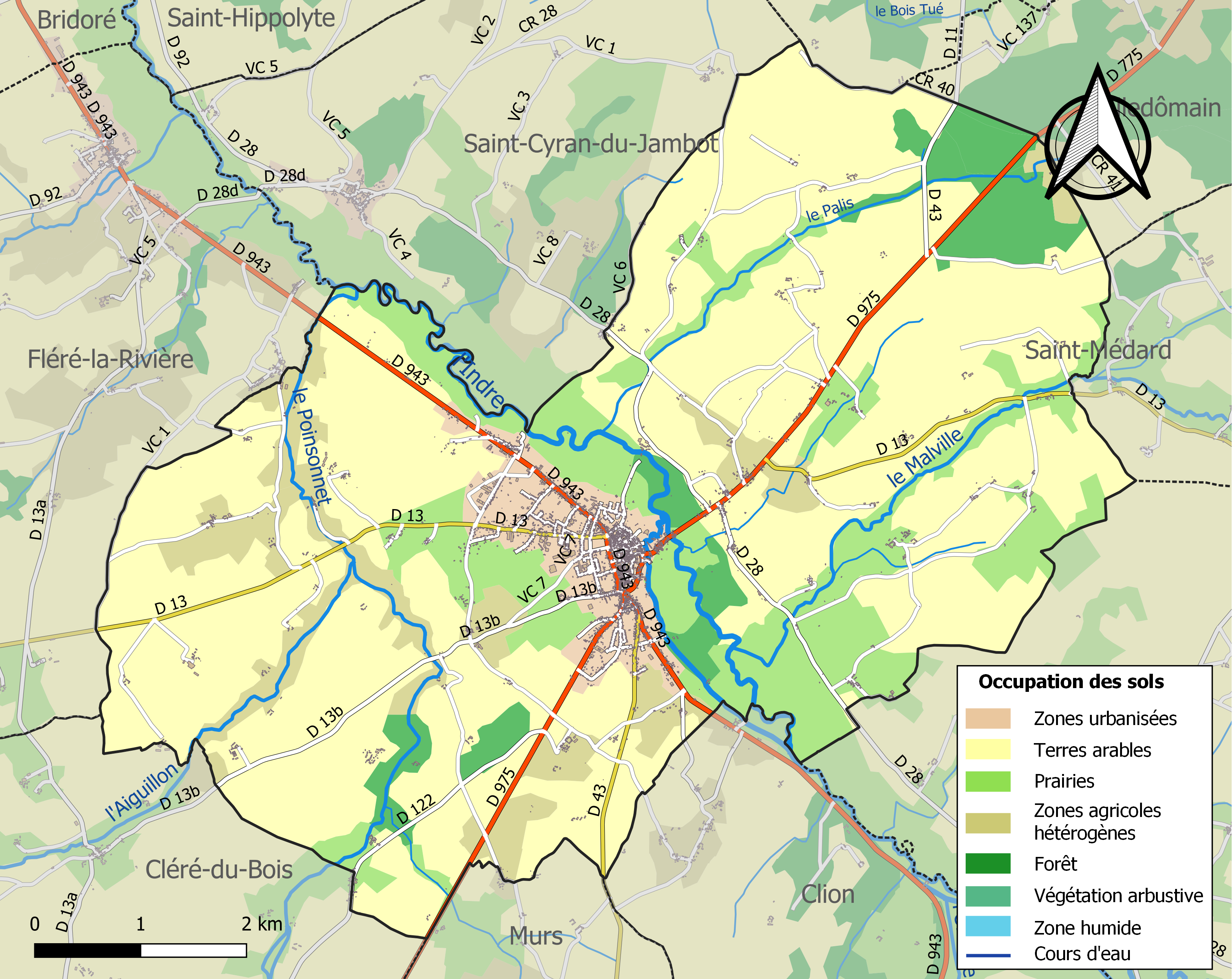
Carte des infrastructures et de l'occupation des sols de la commune en 2018 (CLC).

### Logement
Le tableau ci-dessous présente le détail du secteur des logements de la commune : 
| Date du relevé                                              | 2013   | 2015   |
| Nombre total de logements                                   | 1 654  | 1 657  |
| Résidences principales                                      | 78,7 % | 77,7 % |
| Résidences secondaires                                      | 7,9 %  | 8,3 %  |
| Logements vacants                                           | 13,4 % | 14 %   |
| Part des ménages propriétaires de leur résidence principale | 68,4 % | 68,4 % |

### Risques majeurs
Le territoire de la commune de Châtillon-sur-Indre est vulnérable à différents aléas naturels : météorologiques (tempête, orage, neige, grand froid, canicule ou sécheresse), inondations, feux de forêts, mouvements de terrains et séisme (sismicité faible). Il est également exposé à un risque technologique, le transport de matières dangereuses. Un site publié par le BRGM permet d'évaluer simplement et rapidement les risques d'un bien localisé soit par son adresse soit par le numéro de sa parcelle.

#### Risques naturels
Certaines parties du territoire communal sont susceptibles d’être affectées par le risque d’inondation par débordement de cours d'eau, notamment le Poinsonnet, l'Aiguillon, le Malville et l'Indre. La commune a été reconnue en état de catastrophe naturelle au titre des dommages causés par les inondations et coulées de boue survenues en 1982, 1999 et 2016,.
Pour anticiper une remontée des risques de feux de forêt et de végétation vers le nord de la France en lien avec le dérèglement climatique, les services de l’État en région Centre-Val de Loire (DREAL, DRAAF, DDT) avec les SDIS ont réalisé en 2021 un atlas régional du risque de feux de forêt, permettant d’améliorer la connaissance sur les massifs les plus exposés. La commune, étant pour partie dans le massif de Beaugerais, est classée au niveau de risque 2, sur une échelle qui en comporte quatre (1 étant le niveau maximal).

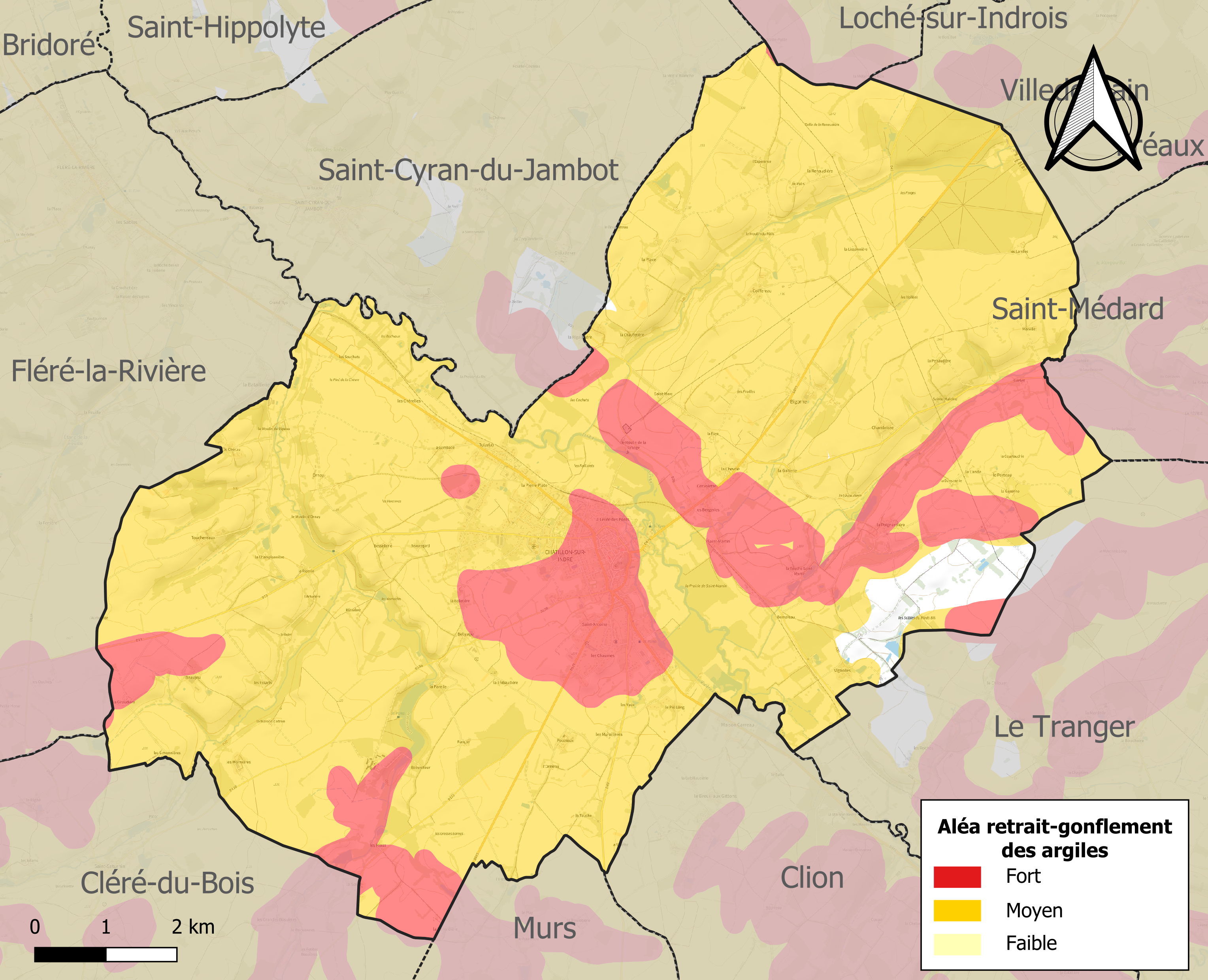
Carte des zones d'aléa retrait-gonflement des sols argileux de Châtillon-sur-Indre.

Les mouvements de terrains susceptibles de se produire sur la commune sont des tassements différentiels.
Le retrait-gonflement des sols argileux est susceptible d'engendrer des dommages importants aux bâtiments en cas d’alternance de périodes de sécheresse et de pluie. 97,7 % de la superficie communale est en aléa moyen ou fort (84,7 % au niveau départemental et 48,5 % au niveau national). Sur les 1 465 bâtiments dénombrés sur la commune en 2019, 1463 sont en aléa moyen ou fort, soit 100 %, à comparer aux 86 % au niveau départemental et 54 % au niveau national. Une cartographie de l'exposition du territoire national au retrait gonflement des sols argileux est disponible sur le site du BRGM,.
Concernant les mouvements de terrains, la commune a été reconnue en état de catastrophe naturelle au titre des dommages causés par la sécheresse en 1989, 1991, 1992, 1993, 1998, 2006, 2011, 2017 et 2018 et par des mouvements de terrain en 1999.

#### Risques technologiques
Le risque de transport de matières dangereuses sur la commune est lié à sa traversée par des infrastructures routières ou ferroviaires importantes ou la présence d'une canalisation de transport d'hydrocarbures. Un accident se produisant sur de telles infrastructures est en effet susceptible d’avoir des effets graves au bâti ou aux personnes jusqu’à 350 m, selon la nature du matériau transporté. Des dispositions d’urbanisme peuvent être préconisées en conséquence.

## Toponymie
Le nom de la localité est attesté sous les formes latines Castellionem avant 931 et Castellionum villa, in pago Bituricensi en 931, dans cette phrase Totum castrum quod castellio dicitur ad parrochiam sancti Tiburcii pertinere en 1202, puis sous la forme Casteillone en 1012.
Châtillon serait un dérivé, sans doute mérovingien, du bas latin castellum, diminutif de castrum, accompagné du suffixe -ionem. Castrum désigne d’abord tous les types de forteresse, depuis le simple donjon jusqu’à l’enceinte urbaine, puis se spécialise dans le sens de « château fort » et se réduit ensuite à celui de « résidence seigneuriale fortifiée ».
Durant la Révolution française, pour suivre le décret de la Convention du 25 vendémiaire an II (16 octobre 1793) invitant les communes ayant des noms pouvant rappeler les souvenirs de la royauté, de la féodalité ou des superstitions, à les remplacer par d'autres dénominations, la commune change de nom pour Indremont.
Ses habitants sont appelés les Châtillonnais.

## Histoire

### Néolithique
Au hameau de la Gambade, en face de Toizelay, au sud de la route de Tours, et à l'est du GR un menhir est édifié. Il constitue la plus ancienne trace de la présence humaine à Châtillon.

### Antiquité
Une tombe à char gauloise datant de l'époque augustéenne (fin du Ier siècle av. J.-C.) fut mise au jour dans la localité voisine de Fléré-la-Rivière. Il s'agit de la sépulture de ce type la plus tardive connue à ce jour.

### Moyen Âge
Châtillon se situe aux confins de la Touraine et du Berry. La plus ancienne mention de la ville se trouve dans le Liber de compositione castri Ambaziae qui indique que Charles le Chauve a donné, vers 860-870, à Haimon Ier la terre de Buzançais, la motte et la demeure de Châtillon, et le tiers d'Amboise. Son fils, Robert Ier, hérita de ses biens qui revinrent ensuite à son petit-fils, Haimon II de Buzançais. Lui succéda Sulpice Ier Mille-Boucliers vers 950, seigneur de Buzançais. Ce dernier eut deux fils, Robert Ier (né en 935) qui lui succéda, et Hervé, qui fut trésorier de l'abbaye Saint-Martin de Tours et la fit reconstruire après un incendie, vers 994. Robert Ier eut deux fils : Archambaud et Hervé/Sulpice II. Archambaud eut une fille, Hersende de Buzançais, qui par son mariage avec Lisois d'Amboise a fondé la maison d'Amboise ; son frère Hervé/Sulpice II, seigneur de Verneuil et de la tour d'Amboise, succéda à son oncle Hervé comme trésorier de l'abbaye Saint-Martin de Tours. Le comte d'Anjou Foulque Nerra est intervenu dans le partage de la succession d'Archambaud, mais les descendants d'Archambaud sont restés seigneurs de Châtillon au moins jusqu'au XIIe siècle tout en étant dépendants des comtes d'Anjou dès le début du XIe siècle.
En 935 a lieu près de Châtillon-sur-Indre un affrontement entre des troupes d'envahisseurs hongrois avec celles menées par Ebbes Ier de Déols, dit l'Ancien ou le Noble.
En mars 1152, le comte d'Anjou Henri Plantagenêt épouse Aliénor d'Aquitaine, séparée de Louis VII le Jeune. En 1154 il devient roi d'Angleterre et duc de Normandie sous le nom d'Henri II. Il est le vassal le plus puissant du roi de France et son domaine est le plus grand. En 1180, Philippe Auguste, fils de Louis VII et d'Adèle de Champagne, devient roi de France.
L'apogée de la ville se situe au XIIe siècle sous la domination des comtes d'Anjou, en particulier le conquérant de l'Angleterre, Henri II Plantagenêt, seigneur de Châtillon de 1151 à 1189. C'est lui qui fit édifier le donjon et les murailles de la forteresse destinée à devenir un point d'appui sur les frontières orientales de l'Anjou.
En novembre 1170, Henri II Plantagenêt passe un acte à Châtillon-sur-Indre au profit de l'abbaye de Beaugerais.
Le 7 octobre 1188, Philippe Auguste y rencontre Henri II afin de négocier un accord, sans succès. Une seconde conférence est décidée pour le 18 novembre à Bonsmoulins. Le château a dû être pris par Philippe Auguste la même année.
Dans les conflits entre Richard Cœur de Lion et Philippe Auguste, le château a changé plusieurs fois de contrôle. Par le traité signé le 8 juillet 1193 entre Philippe Auguste et Jean sans Terre (qui négligeait ainsi les intérêts de son frère le roi Richard, alors prisonnier du Saint-Empire), les châteaux de Loches, d'Arches et de Châtillon-sur-Indre sont donnés en gage au roi de France.
Philippe Auguste a conquis la Touraine en 1205. En avril 1205, il cède les châteaux de Loches et de Châtillon-sur-Indre au fils du connétable Dreux IV de Mello qui les avait conquis, à la condition qu'ils lui soient rendus à sa demande. En 1249, le roi demanda à ses descendants qu'on lui restitue les châteaux. Les descendants ayant contesté cette restitution, le roi accorda à Dreux, neveu du précédent, 600 livres pour renoncer aux châteaux de Loches et de Châtillon-sur-Indre. Les recettes des prévôtés de Châtillon et de Loches sont portées au compte des bailliages de France en 1250.
En 1274, Philippe III le Hardi, fils de Saint Louis (lui-même petit-fils de Philippe Auguste), donne le château, la ville et la châtellenie de Châtillon à son chambellan Pierre de La Broce. Bien qu'il n'ait été seigneur de Châtillon que jusqu'au début de 1278, il eut le temps de faire construire le logis seigneurial. Quand Pierre de La Broce est arrêté, le logis est encore en cours de construction. Les dépositions faites au moment de l'arrestation de Pierre de La Broce donnent le nom d'Harpin, valet de Pierre de La Broce et régisseur des travaux réalisés par maître Pierre du Ru, entrepreneur en maçonnerie.
La châtellenie est alors réintégrée dans le domaine royal. Le château sert de séjour royal occasionnel au cours des XIIIe et XIVe siècles. Philippe III est présent au château entre le 26 et le 30 novembre 1283. Son fils le roi Philippe IV le Bel y séjourne en mai 1289, août 1305 et avril 1307, et son propre fils Charles IV le Bel y signe un acte le 10 décembre 1323. Le futur Jean II séjourne au château en 1345 et 1346.
La châtellenie de Châtillon-sur-Indre faisait partie du duché de Touraine. Le duché de Touraine est un apanage de Louis Ier d'Orléans en 1386. Il nomme en 1388 Jean des Barres, chevalier et chambellan du roi, capitaine du château.
La paroisse était située à l’origine à Toizelay (à 1 km à l’ouest du village actuel), jusqu’à la construction du château à Châtillon. Le château a créé un pôle d’attraction, et le village s’est petit à petit presque entièrement déplacé, jusqu’à ce que le village d’origine ne soit qu’un simple hameau. Il a cependant conservé les cimetières. La concurrence créée entre les deux paroisses, la plus vieille, Saint-Tiburce à Toizelay, et Saint-Outrille, la nouvelle, à Châtillon, suscita un long conflit qui dura du XIIe au XVIIIe siècle. Le nouveau bourg était entouré d’un mur d’enceinte symbolique, de 8 m de haut mais de seulement 60 à 70 cm d’épaisseur.

### De la fin du Moyen Âge à la Révolution
En 1432, le château sert de prison à Louis d'Amboise. En 1441, Robert de Flot, dit Floquin (Robert de Flocques ?), est capitaine du château. Le 21 avril 1466, c'est Jean de Boisredon qui est nommé capitaine du château.
Le 20 février 1473, Tanneguy IV du Chastel rend hommage lige pour le château, la ville et la châtellenie qu'il reçoit en paiement d'une dette de 360 000 livres que lui doit le roi. Son épouse, Jeanne de Raguenel de Malestroit de la Bellière conserva la châtellenie en usufruit jusqu'à ce que le roi Charles VIII la donne à son épouse, Anne de Bretagne, le 11 octobre 1493. Finalement Anne de Bretagne préféra le château de Mehun-sur-Yèvre en 1494. Charles VIII séjourne à Châtillon en 1496.
Louis XI avait marié sa fille, Jeanne de France, en 1476, avec Louis II d'Orléans. Cette dernière, mal conformée, était probablement stérile. Il espérait par ce moyen l'extinction de cette maison cadette des Valois. À la mort de Charles VIII, en 1498, Louis II d'Orléans devint roi sous le nom de Louis XII. Il obtint alors l'annulation de son mariage avec Jeanne de France par le pape Alexandre VI. Il donna à Jeanne de France le duché de Berry et la châtellenie de Châtillon-sur-Indre le 26 décembre 1498. Le 25 septembre 1499, l'archevêque de Bourges bénit et consacre la chapelle Notre-Dame du Château et d'y conserver le Saint-Sacrement. À sa mort, en 1505, la châtellenie revient au domaine royal.
François Ier donne tout le revenu de la seigneurie de Châtillon à Charles de Solier, seigneur de Morette (Solaro di Moretta, cf. Charles de Solier, comte de Morette, 1480/1481-1552, ambassadeur de France en Angleterre), le 28 mars 1528, sans en avoir la propriété. Henri II racheta ce droit pour pouvoir assigner la châtellenie sur le douaire d'Éléonore d'Autriche, le 16 novembre 1547. À la mort de la reine, le 18 février 1558, la terre retourne au domaine royal.
Par lettre patente enregistrée le 24 mai 1576 au Parlement de Paris, Henri III donne à son frère François d'Alençon en complément d'apanage les duchés d'Anjou, de Berry et de Touraine. François d'Alençon assigna la terre de Châtillon à Louis de Hacqueville, seigneur de Neuville. Puis Henri III lui reprit la terre pour l'engager par contrat, le 15 juin 1589, pour 60 000 écus, à Jean Marteau au nom de Florent Guyot, sieur de Lessart. Florent Guyot était gouverneur de Saumur avant que cette fonction soit attribuée à Philippe Duplessis-Mornay le 15 avril 1589. Il y a fait d'importants travaux de fortification et de réparations. Un arrêt du 31 mars 1607 attribua une rente de 194 écus à Louis de Hacqueville en compensation de la terre de Châtillon.
Châtillon devient le siège d'une élection par démembrement de celle de Loches, en septembre 1581, et comprenant treize paroisses. Pour permettre la construction d'un auditoire, tribunal de justice, et d'une prison, des lettres patentes du 27 septembre 1594 prévoient la levée d'un impôt de 1 000 livres dans l'élection.
Florent Guyot vendit ses droits sur Châtillon à César de Vendôme, fils naturel d'Henri IV, le 19 décembre 1605 pour 34 886 livres. Bien que la terre fût vendue à un seigneur engagiste, le roi conservait le droit de nommer le capitaine du château. C'est ce que fit Henri IV en nommant le 30 avril 1610 le baron de Sennevières, Charles de Tranchelion, un protestant, à la charge de capitaine du château de la ville. Cette nomination a été confirmée le 22 février 1611 par Louis XIII. Les habitants vont entrer en conflit avec lui pour la construction d'une porte — la porte Nord — et l'ouverture des murailles de la ville sans autorisation du roi. Le conseil du roi examina la plainte le 22 février 1611 et ordonna d'arrêter les travaux et de remettre la muraille dans l'état précédent.
Châtillon devient le siège d'un bailliage et d'un présidial par démembrement du présidial de Tours, en 1639. Le bâtiment de justice et d'administration afférent est construit dans le quartier Saint-Nicolas.
Le 19 février 1648, César de Vendôme vend la terre de Châtillon à Georges Ysoré, conseiller du roi, capitaine de cent hommes d'armes, lieutenant général du gouvernement de Touraine, marquis d'Airvault, pour la somme de 60 000 livres. La vente comprend aussi la charge de capitaine du château. Il fit d'importants travaux dans ledit château. Il est encore seigneur par engagement dans un acte du 3 mars 1661.
Son fils René Ysoré lui succéda, mais la terre est saisie et adjugée le 3 février 1681 à Jean-Paul de Barillon d'Amoncourt de Branges de Morangis, conseiller d'État, ambassadeur extraordinaire en Angleterre. Il donna Châtillon en dot à sa fille Philiberte au moment de son mariage avec Denis-Jean Amelot de Chaillou, le 19 avril 1688. Jean-Jacques Amelot de Chaillou succéda à son père à sa mort en 1746. Antoine-Jean Amelot de Chaillou hérita de ses domaines à la mort de Jean-Jacques Amelot, le 8 mai 1749. Par lettre de juin 1782, enregistrées en 1783, la seigneurie de Châtillon est élevée en marquisat de Chaillou. La seigneurie resta dans la famille Amelot de Chaillou jusqu'à la Révolution.
Le 7 septembre 1745, le Parlement de Paris enregistre l'échange avec le roi de la châtellenie de Châtillon contre des terres et des maisons proches du parc de Versailles possédés par Amelot de Chaillou. La châtellenie quitta à cette date le domaine royal.
À la fin du XVIIe siècle, Sylvain Charost, prieur de Miseray, l'abbaye d'Heugnes est arrêté. Il est accusé de complicité de meurtre à Châtillon-sur-Indre. C'est une grossière calomnie et il est innocenté en 1701.

### Révolution française et Premier Empire
Comme Azay-le-Ferron, cette commune tourangelle fut, en compagnie de quelques-unes de ses voisines, regroupée avec le Bas-Berry pour former le département de l'Indre. Elle fut primitivement chef-lieu du district de Châtillon, de 1790 à 1795. Entre 1790 et 1794, la commune absorbe celle voisine de Saint-Martin-de-Vertou.
Le 7 janvier 1797, les héritiers d'Antoine-Jean Amelot vendent les bâtiments du château sauf le donjon et la terrasse adjacente. Le logis est vendu en quatre parcelles.

### Période contemporaine
Le 10 février 1867, Édouard de la Cotardière donne le donjon à la commune.
Le donjon est transformé en château d'eau par la commune en 1930.
Pour permettre l'installation de salles de réunions, d'une salle de spectacles et d'une salle de patronage laïc, la commune acheta en 1932 deux parcelles de l'ancien logis. Les travaux sont dirigés par les architectes Albert Laprade et Jean Varaine. Les locaux sont inaugurés en 1935.
Entre le 29 janvier et le 8 février 1939, plus de 2 000 réfugiés espagnols fuyant l'effondrement de la république espagnole devant les troupes de Franco, arrivent dans l’Indre. Contrairement aux départements voisins qui font appel aux communes, l’Indre réussit à les regrouper dans seulement trois, puis sept centres, ce qui permet un meilleur contrôle de cette population considérée comme dangereuse (notamment sur le plan sanitaire). Châtillon-sur-Indre est l’un des centres ouverts en second,. Les réfugiés, essentiellement des femmes et des enfants, sont soumis à une quarantaine stricte, vaccinés, le courrier est limité, le ravitaillement, s'il est peu varié et cuisiné à la française, est cependant assuré. Une partie des réfugiés rentrent en Espagne, incités par le gouvernement français qui en facilite les conditions, mais une grande partie préfèrent rester. La fermeture du camp, prévue pour le 10 mars, est repoussée au 1er juin. L’exode de juin 1940 concerne aussi ces réfugiés, qui une fois la campagne de France passée, reviennent. Le régime de Vichy les rassemble alors au camp de Douadic, surveillé par la police.
La région de Châtillon-sur-Indre est pendant la Seconde Guerre mondiale un centre important de résistance à l'occupation. Des parachutages ont lieu. Dès le débarquement en Normandie, les premiers sabotages sont effectués sur le « Pont de fer ». La ville se trouvant sur une des routes de la retraite allemande, des épisodes sanglants marquent cette retraite tout au long du mois d'août, particulièrement les 12, 16, 25, 27 et 28 août, faisant de nombreuses victimes à chaque incident.
À la suite du redécoupage cantonal de 2014, la commune n'est plus chef-lieu de canton.

## Politique et administration
La commune dépend de l'arrondissement de Châteauroux, du canton de Buzançais, de la première circonscription de l'Indre et de la communauté de communes du Châtillonnais en Berry.

### Liste des maires
| Période                                  | Période                     | Identité                        | Étiquette   | Qualité |
| ---------------------------------------- | --------------------------- | ------------------------------- | ----------- | --- |
| Les données manquantes sont à compléter. |                             |                                 |             | |
| 1872                                     | 1887                        | Ernest Soudée                   |             | |
| juin 1887                                | juillet 1887                | Auguste Cosnier                 |             | |
| 1887                                     | 1892                        | Jacques Amédée Brun (1821-1892) | Républicain | Médecin Conseiller général de Châtillon-sur-Indre (1886 → 1892)                                                              |
| 1892                                     | 1908                        | Philibert Soubzmain             |             | |
| 1908                                     | 1915                        | Jean Gobert                     |             | |
| 1915                                     | 1919                        | M. Chesne                       |             | |
| 1919                                     | 1932                        | Henri Cosnier                   |             | |
| 1932                                     | 1941                        | René Cluzeau                    |             | |
| 1941                                     | 1944                        | Pierre Gauvin                   |             | |
| 1944                                     | octobre 1947                | René Cluzeau                    |             | Médecin |
| octobre 1947                             | mai 1953                    | Georges Delacou                 |             | |
| mai 1953                                 | mars 1959                   | René Cluzeau                    |             | Médecin |
| mars 1959                                | mars 1965                   | Guy Rochette (1911-1976)        | CNIP        | Pharmacien Conseiller général de Châtillon-sur-Indre (1951 → 1976)                                                           |
| mars 1965                                | mars 1971                   | Roger Marteau                   | DVD         | |
| mars 1971                                | mars 1977                   | Guy Rochette (1911-1976)        | CNIP        | Pharmacien Conseiller général de Châtillon-sur-Indre (1951 → 1976)                                                           |
| mars 1977                                | mars 1983                   | René Tixier (1909-2001)         | PS          | Enseignant Conseiller général de Châtillon-sur-Indre (1977 → 1982)                                                           |
| mars 1983                                | mars 2001                   | Alfred Fréville (1920-2013)     | PS puis DVG | Ingénieur divisionnaire de l'Équipement retraité Conseiller général de Châtillon-sur-Indre (1982 → 2001)                     |
| mars 2001                                | mars 2008                   | Yves Thomas                     | DVG         | Ancien haut fonctionnaire des Finances publiques                                                                             |
| mars 2008,                               | mai 2020                    | Michel Hétroy                   | DVD         | Médecin Président de la CC du Châtillonnais en Berry (2014 → 2020)                                                           |
| mai 2020                                 | En cours (au 21 avril 2022) | Gérard Nicaud                   | EELV        | Ancien cadre Conseiller régional du Centre-Val de Loire (2015 → 2021) Président de la CC du Châtillonnais en Berry (2020 → ) |

### Budget et fiscalité 2017
En 2017, le budget de la commune était constitué ainsi :
- total des produits de fonctionnement : 2 469 000 €, soit 890 € par habitant ;
- total des charges de fonctionnement : 2 004 000 €, soit 723 € par habitant ;
- total des ressources d'investissement : 1 153 000 €, soit 416 € par habitant ;
- total des emplois d'investissement : 663 000 €, soit 239 € par habitant ;
- endettement : 2 315 000 €, soit 835 € par habitant.

Avec les taux de fiscalité suivants :
- taxe d'habitation : 19,01 % ;
- taxe foncière sur les propriétés bâties : 21,93 % ;
- taxe foncière sur les propriétés non bâties : 44,97 % ;
- taxe additionnelle à la taxe foncière sur les propriétés non bâties : 0,00 % ;
- cotisation foncière des entreprises : 0,00 %.

Chiffres clés Revenus et pauvreté des ménages en 2015 : médiane en 2015 du revenu disponible, par unité de consommation : 18 068 €.

### Instances judiciaires et administratives
La commune dispose des services suivants :
- un Trésor public[52] ;
- un bureau de poste[53] ;
- un office de tourisme[54] ;
- une police municipale[55] ;
- une gendarmerie[56] ;
- un centre de secours ;
- un centre d'entretien et d'exploitation des routes du conseil départemental de l'Indre[57].

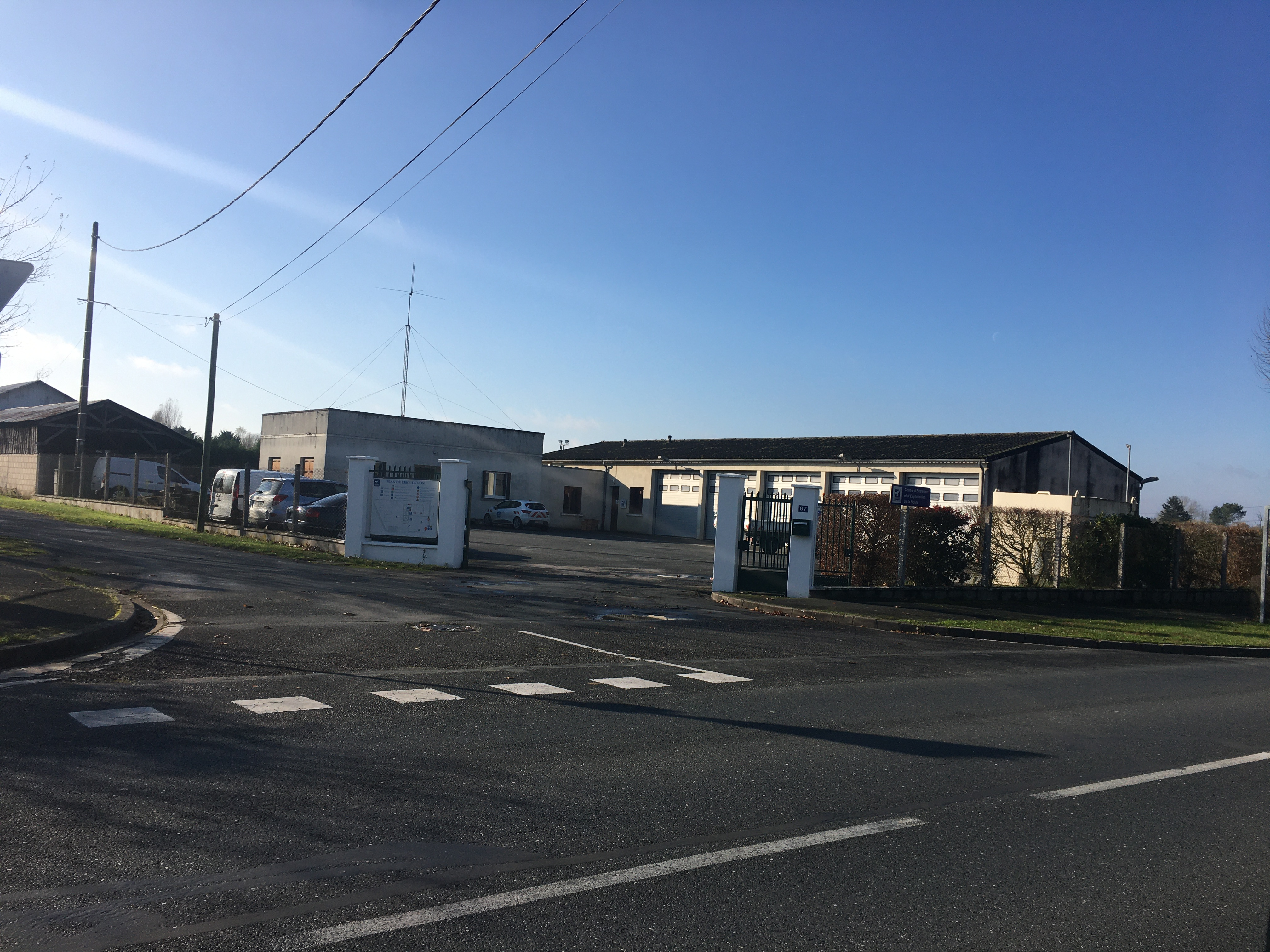
Le centre d'entretien et d'exploitation des routes du conseil départemental de l'Indre en 2020.

### Jumelages
- Solférino (Italie) depuis 2003.
- Haskovo (Bulgarie) depuis le 8 septembre 2012.
- Tetbury (Angleterre)
- Shatura (Russie)
- Chapelle-lez-Herlaimont (Belgique)

## Population et société

### Démographie
L'évolution du nombre d'habitants est connue à travers les recensements de la population effectués dans la commune depuis 1793. Pour les communes de moins de 10 000 habitants, une enquête de recensement portant sur toute la population est réalisée tous les cinq ans, les populations de référence des années intermédiaires étant quant à elles estimées par interpolation ou extrapolation. Pour la commune, le premier recensement exhaustif entrant dans le cadre du nouveau dispositif a été réalisé en 2004.

En 2022, la commune comptait 2 296 habitants, en évolution de −14,07 % par rapport à 2016 (Indre : −3 %, France hors Mayotte : +2,11 %).
| 1793  | 1800  | 1806  | 1821  | 1831  | 1836  | 1841  | 1846  | 1851  |
| ----- | ----- | ----- | ----- | ----- | ----- | ----- | ----- | ----- |
| 2 800 | 2 627 | 2 758 | 2 952 | 3 339 | 3 312 | 3 575 | 3 676 | 3 925 |

| 1856  | 1861  | 1866  | 1872  | 1876  | 1881  | 1886  | 1891  | 1896  |
| ----- | ----- | ----- | ----- | ----- | ----- | ----- | ----- | ----- |
| 3 926 | 3 869 | 3 875 | 3 643 | 3 455 | 3 436 | 3 500 | 3 555 | 3 628 |

| 1901  | 1906  | 1911  | 1921  | 1926  | 1931  | 1936  | 1946  | 1954  |
| ----- | ----- | ----- | ----- | ----- | ----- | ----- | ----- | ----- |
| 3 662 | 3 542 | 3 621 | 3 371 | 3 416 | 3 335 | 3 376 | 3 599 | 3 404 |

| 1962  | 1968  | 1975  | 1982  | 1990  | 1999  | 2004  | 2006  | 2009  |
| ----- | ----- | ----- | ----- | ----- | ----- | ----- | ----- | ----- |
| 3 479 | 3 658 | 3 624 | 3 526 | 3 262 | 3 119 | 2 909 | 2 869 | 2 833 |

| 2014  | 2019  | 2022  | - | - | - | - | - | - |
| ----- | ----- | ----- | - | - | - | - | - | - |
| 2 683 | 2 360 | 2 296 | - | - | - | - | - | - |

### Enseignement
La commune dépend de la circonscription académique du Blanc.
La ville dispose d'une école maternelle, d'une école élémentaire, d'une école primaire privée catholique (école privée Saint-Joseph) et d'un collège. Ce dernier accueille des élèves de la ville, ainsi que ceux des localités avoisinantes.

### Manifestations culturelles et festivités
- Fête du monde agricole
- Journées Européennes (13, 14 et 15 juillet)

### Équipement culturel
- Médiathèque François-Rabelais.

### Santé
Professionnels et établissements de santé :
- médecins à Châtillon-sur-Indre, Clion ;
- pharmacies ;
- la commune possède un hôpital local[65] ;
- centre hospitalier de Loches, hôpital local de Saint-Aignan.

### Sports
- Natation[66].
- Nombreuses associations sportives[67].

### Médias
La commune est couverte par les médias suivants : La Nouvelle République du Centre-Ouest, Le Berry républicain, L'Écho - La Marseillaise, La Bouinotte, Le Petit Berrichon, France 3 Centre-Val de Loire, Berry Issoudun Première, Vibration, Forum, France Bleu Berry et RCF en Berry.

### Cultes
Culte catholique
La commune de Châtillon-sur-Indre dépend de l'archidiocèse de Bourges, du doyenné de Brenne-Touraine et de la paroisse de Châtillon-sur-Indre. Le lieu de culte est l'église Notre-Dame.

## Économie
La commune se situe dans l'unité urbaine de Châtillon-sur-Indre, dans la zone d’emploi de Châteauroux et dans le bassin de vie de Châtillon-sur-Indre.
La commune se trouve dans l'aire géographique et dans la zone de production du lait, de fabrication et d'affinage des fromages Valençay et Sainte-maure-de-touraine.
Un camping est présent dans la commune. Il s'agit du camping municipal des Rives de l'Indre qui dispose de 52 emplacements.

## Culture locale et patrimoine

### Monuments et lieux touristiques
- Menhir, au hameau la Gambade, route de Tours.
- Château de Pouzieux (XIIIe et XVe siècles)[72].
- Ensemble castral[73].
- Tour de César[74].
- Restes de l'ancienne porte de l'enceinte du château[« dépôt Hidien; Annuaire général de l'automobile et des industries qui s'y rattachent [archive] » 1].
- Le château de Chaillou, en limite de Villedômain, construit au XVIe siècle, est profondément remanié au XVIIIe siècle par son propriétaire Denis-Michel Amelot de Chaillou[75], par ailleurs seigneur de Châteauneuf-sur-Sarthe[76].
- Château du Bourg Neuf.
- Prieuré de Saint-Martin-de-Vertou (XVe siècle)[77].
- Manoir de Menabre (XVe siècle).
- Hôtels particuliers :
  - hôtel Pellerin, inscrit partiellement au titre des monuments historiques par arrêté du 4 mars 1999[78] ;
  - hôtel dit des Rois ou d'Henri III[79] ;
  - hôtel de Crémille, inscrit au titre des monuments historiques par arrêté du 12 janvier 2006[80].
- Bâtiment des Magasins modernes : le bâtiment fut construit en 1896. Ce fut le premier grand magasin du département fondé en 1844 par la famille Bonamy-Carel. Le bâtiment actuel a été le premier ayant une charpente en fer dont on suppose qu'elle a été conçue par le bureau d'études de l'entreprise de Gustave Eiffel.
- Tombe de Châtillon (le Moulin de la Grange) : la tombe fut découverte en 1886, dont le très riche mobilier est conservé au musée Dobrée à Nantes.
- La Forge de Lamps où, à partir de 1898 jusqu'en 1902 furent produites une vingtaine de petites voitures automobiles par Emile Hidien[81] éponyme de la marque Hidien.
- Monuments commémoratifs :
  - monument aux morts. Conflits commémorés : guerres 1914-1918 et 1939-1945[82] ;
  - monument du Souvenir au cimetière : inauguré le 11 novembre 1925, il exprime le deuil sous les traits d'une paysanne qui se recueille. Cette statue impressionnante est due au sculpteurs Ernest Nivet, qui fréquenta l'atelier de Rodin[83].

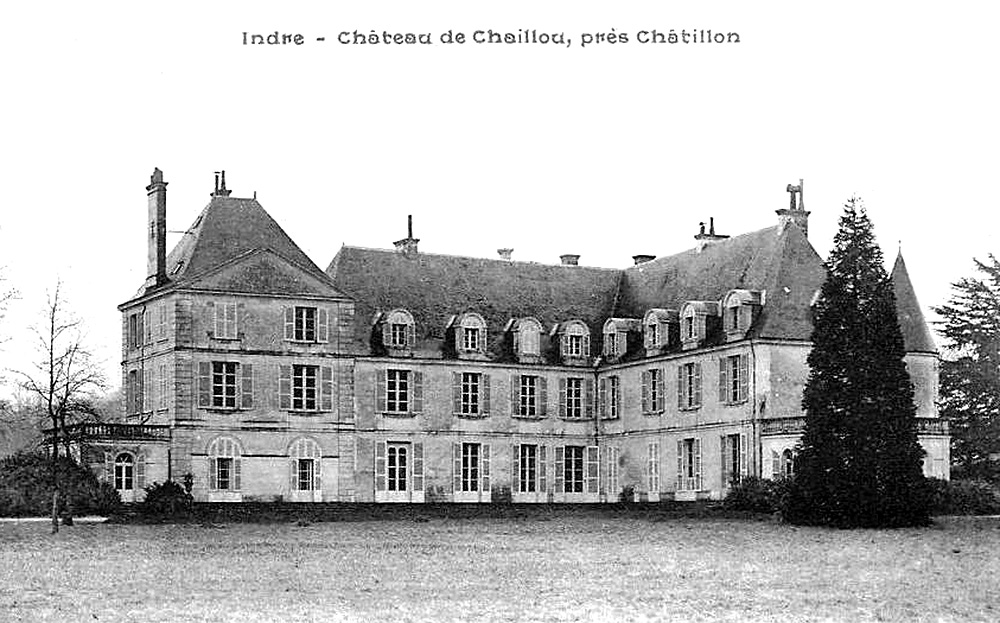
Château de Chaillou.
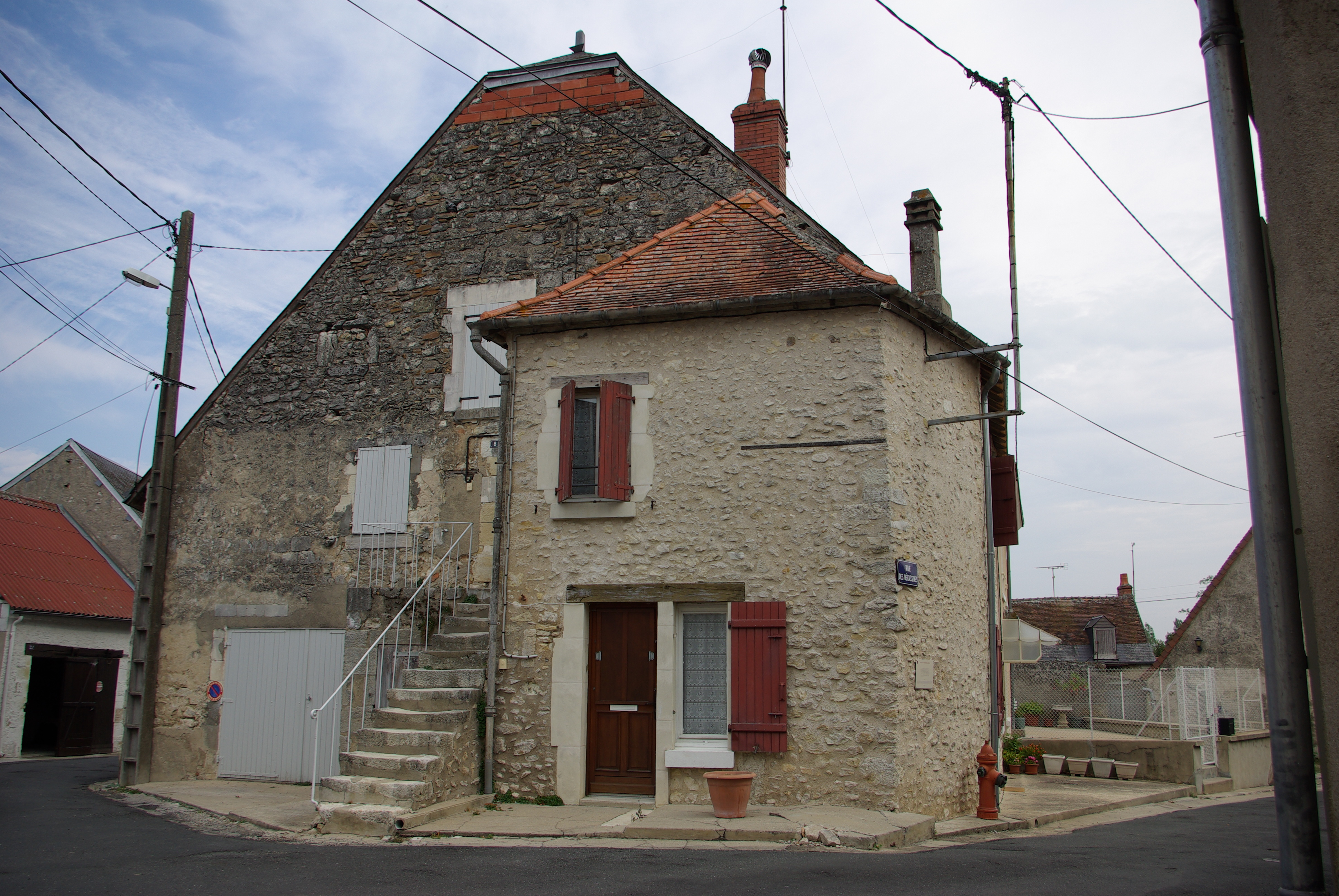
Le château du Bourg Neuf en 2012.
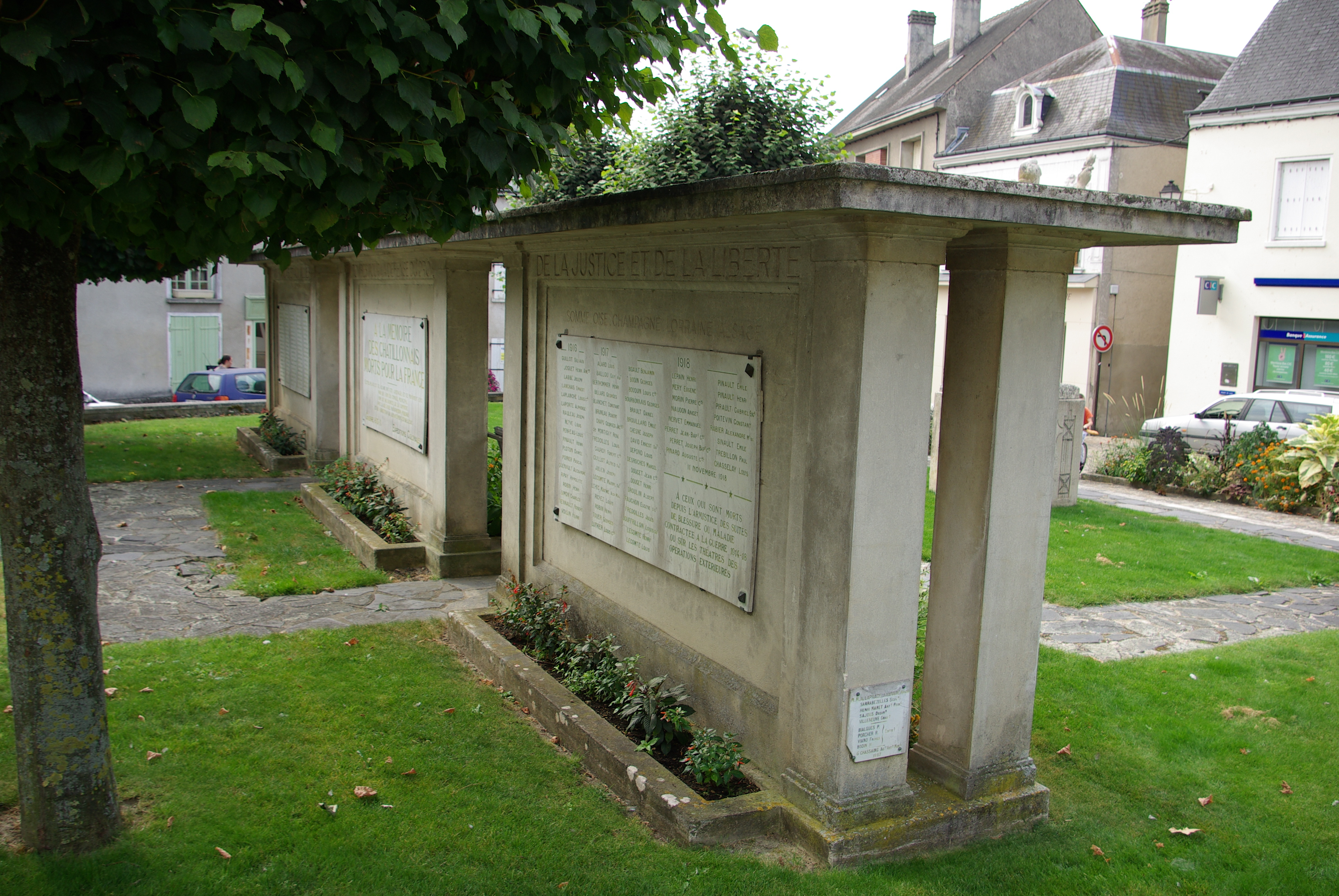
Le monument aux morts en 2012.
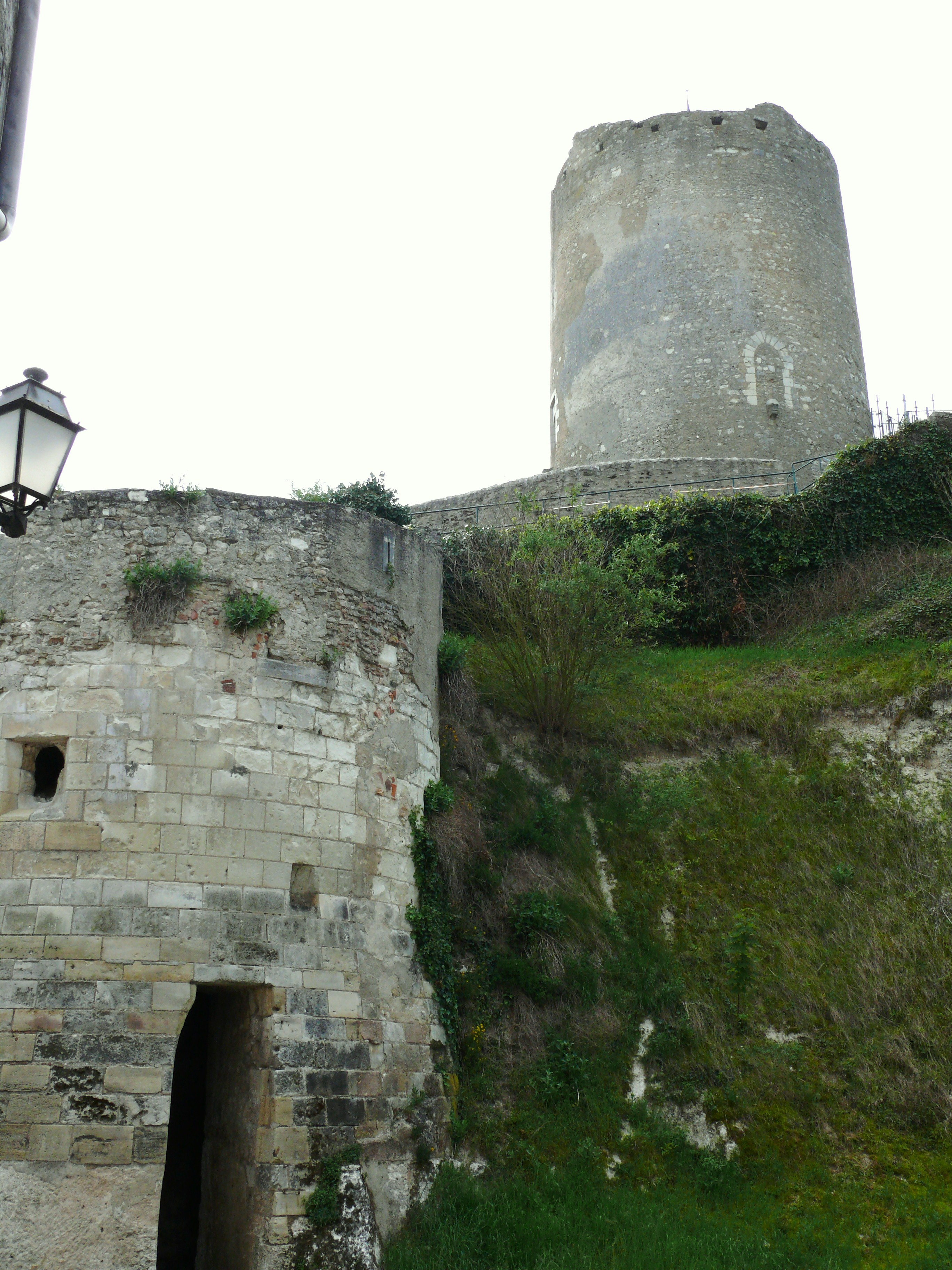
La motte, la tour de César avec sa porte d'origine et les restes de la porte d'en bas de l'enceinte en 2010.
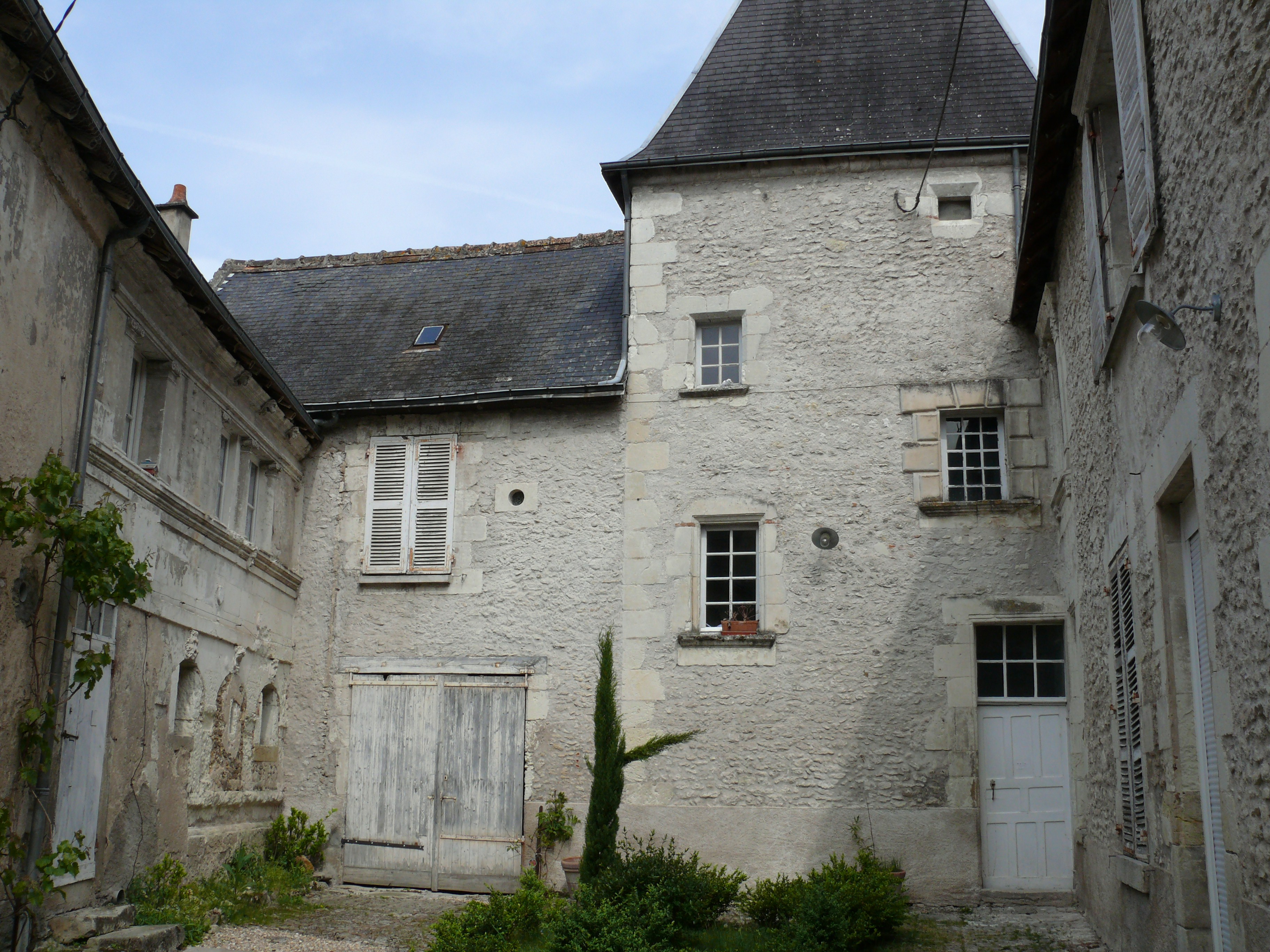
L'hôtel Pellerin en 2010.
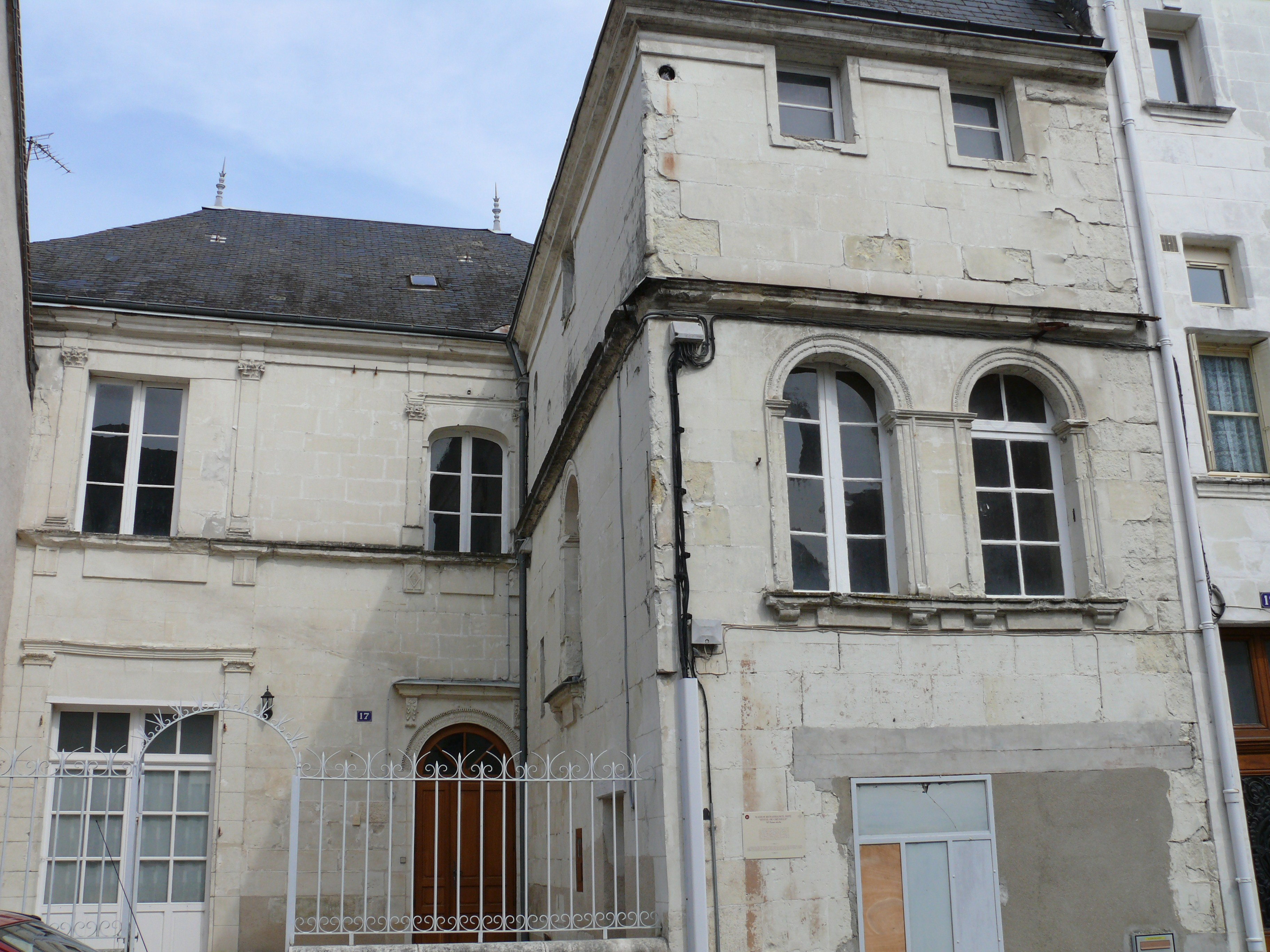
L'hôtel de Crémille en 2010.
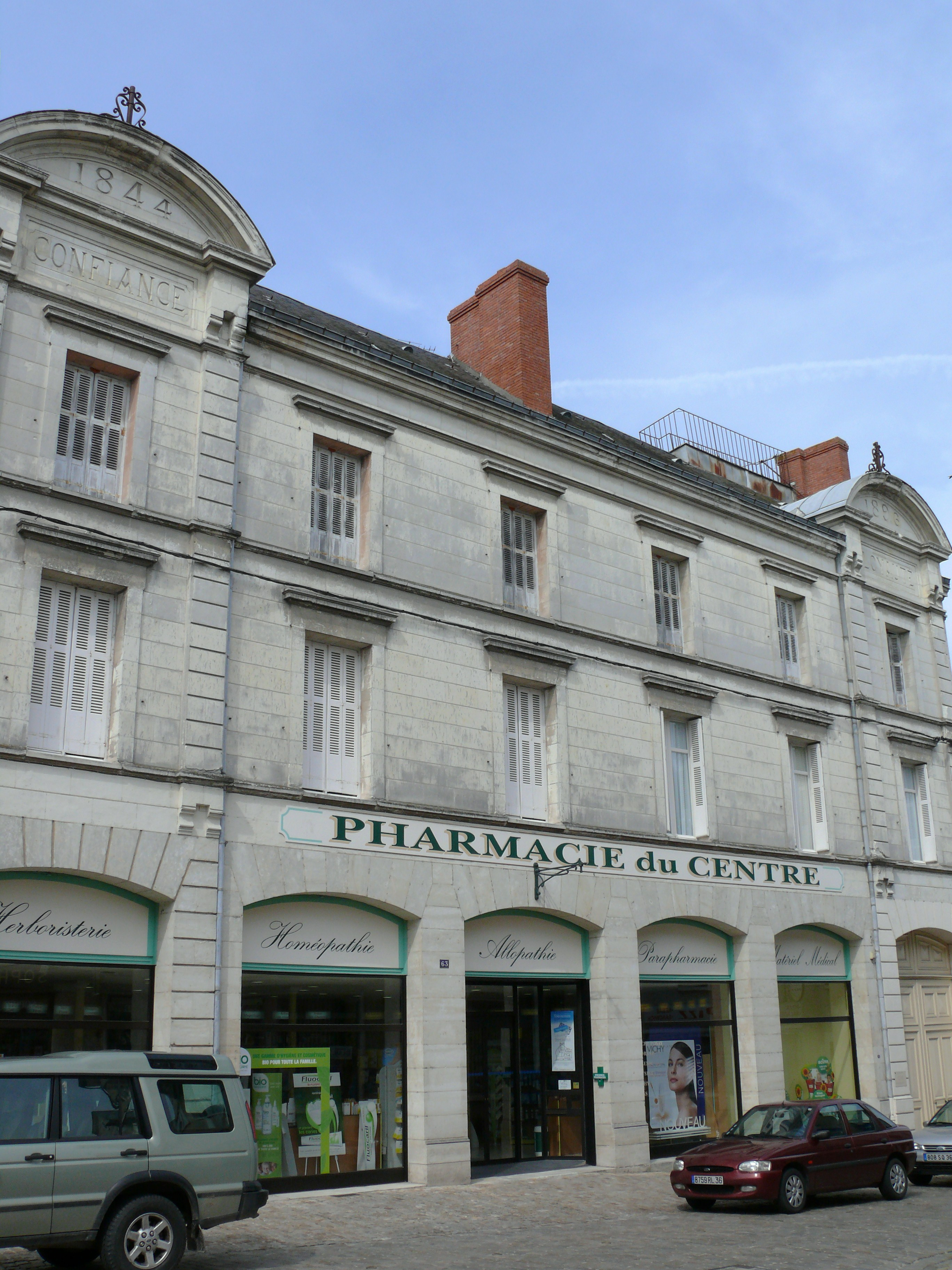
Les Magasins modernes en 2010.

#### Château de Châtillon-sur Indre
Le château,, a été construit à partir d'une motte castrale existant sous Charles II le Chauve, par Henri II Plantagenêt vers 1150, pour la chemise, et vers 1188 pour la fin de la construction de la « Grosse Tour ». Il en reste le donjon, appelée Tour de César, légèrement conique,, sa chemise polygonale ainsi que la courtine nord défendue par deux tours, ou porte d'en bas, rue Isorée, tout le reste a été remanié ou détruit. On ne connaît pas le logis contemporain du donjon. Le logis avec le bâtiment des anciennes prisons ont été construits à l'Est du donjon après la donation du château par Philippe III à son chancelier Pierre de La Broce. Il en a entrepris la construction à partir de 1274. Le château est revenu au domaine royal après la condamnation de Pierre de La Broce et sa pendaison en juin 1278. La construction a été poursuivie et terminée par Philippe III, avec la construction de la terrasse avant 1285, faisant du château-fort, un château résidentiel. Bien que partagé entre la commune et des propriétaires privés et profondément modifié lors de l'aménagement de la salle des fêtes vers 1930, il garde l'essentiel de son intérêt. C'est l'un des très rares témoins en France, de l'architecture civile du XIIIe siècle. Même si la datation du XVe siècle réapparaît régulièrement, l'étude réalisée par Jean-Pierre Ravaux en 1984 reste tout à fait convaincante par la quantité et la qualité des arguments architecturaux et des documents d'archives apportés à l'appui de sa thèse. Des études publiées dans le « Bulletin monumental » de 2010 ont permis de les préciser. Il a été restauré en 2006.

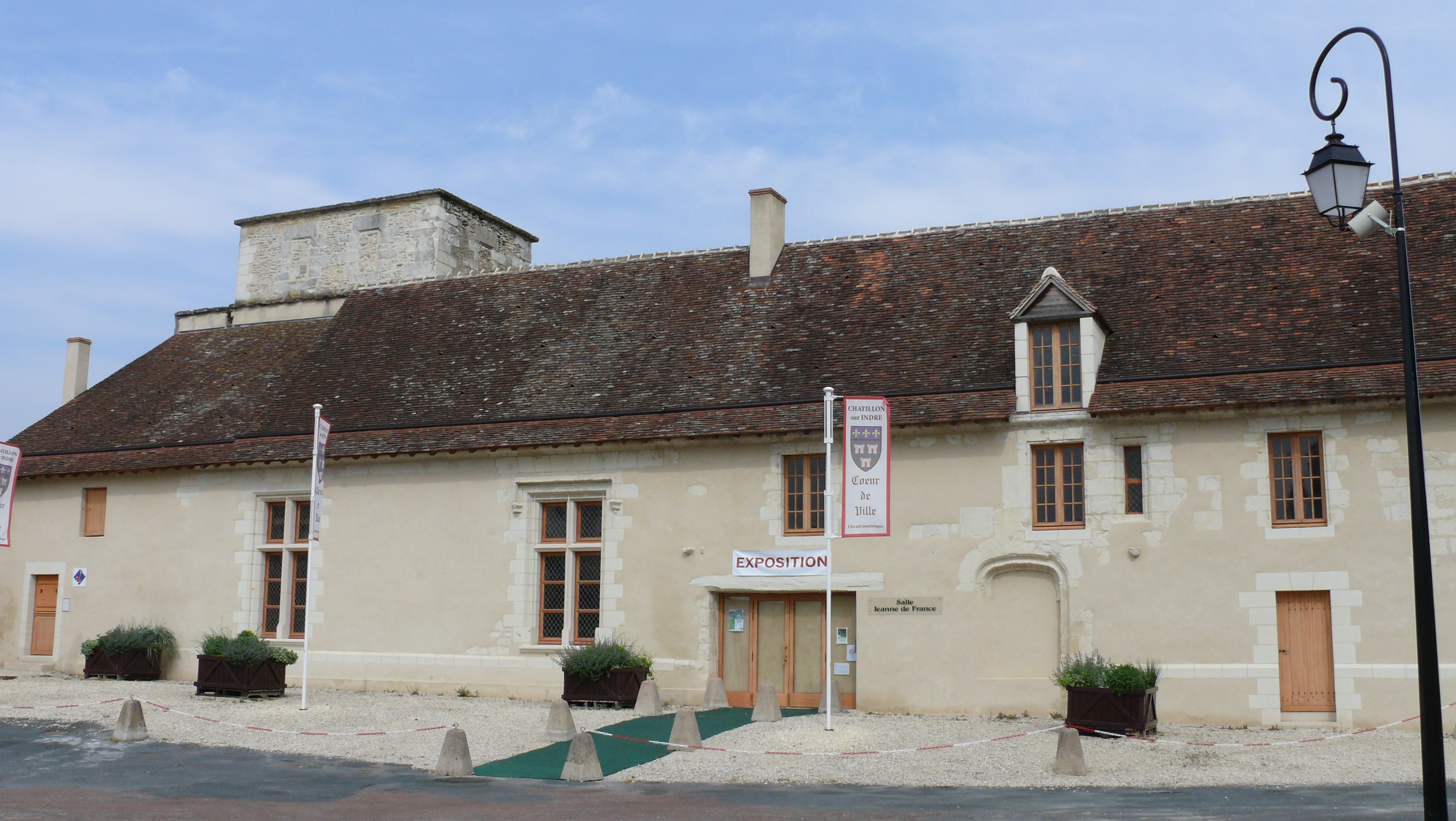
Le "Bâtiment des prisons" en 2010.
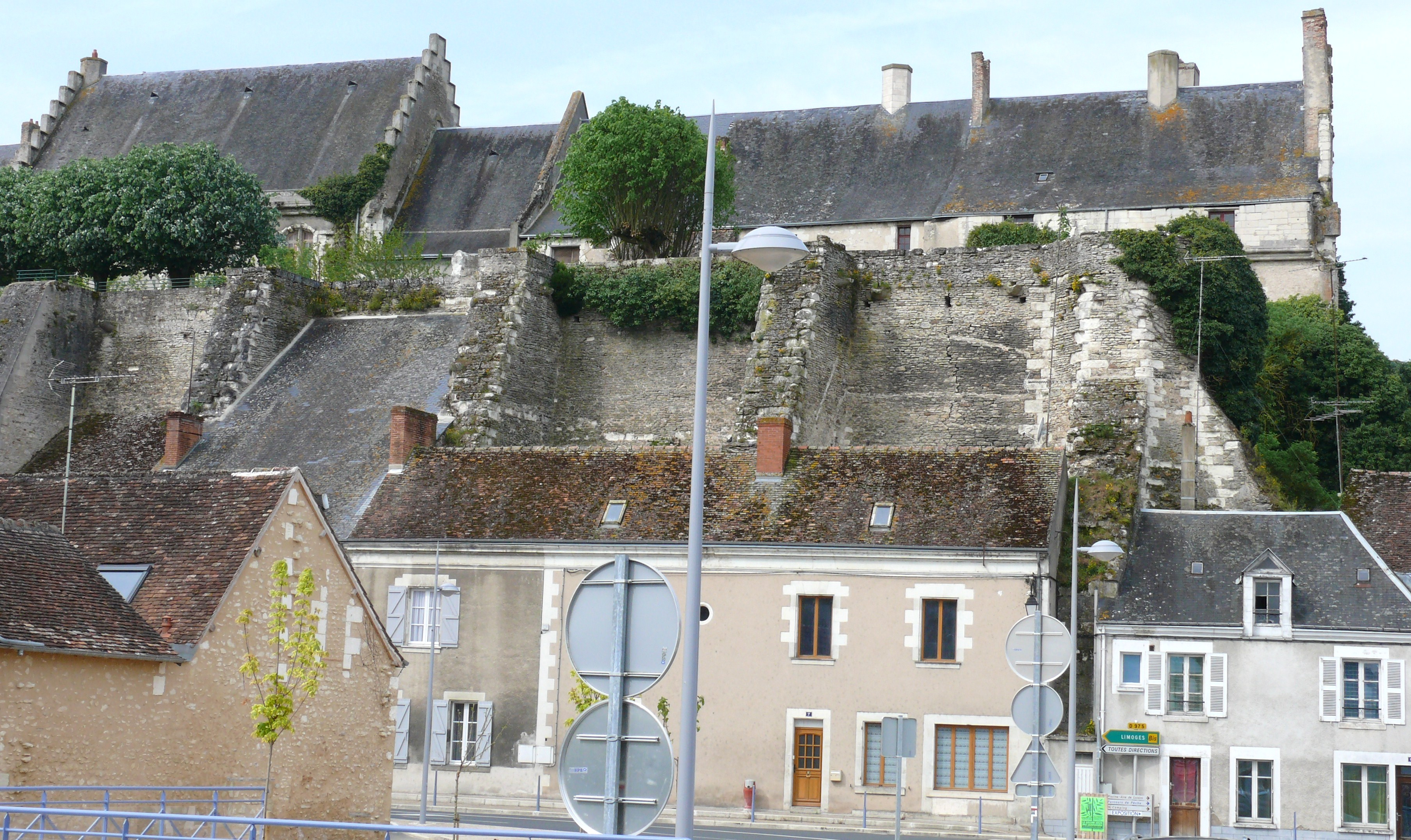
Les logis du château en 2010.

#### Église Notre-Dame
L'église Notre-Dame,, est contemporaine de la construction du château fort, la collégiale Saint-Outrille aujourd'hui église Notre-Dame, a été édifiée sur plus d'un siècle. Les éléments les plus anciens de l'abside sont de la fin du XIe siècle, le corps de l'édifice est du XIIe siècle alors que la voûte de la croisée du transept ainsi que certains éléments de la façade occidentale sont du début du XIIIe siècle. La richesse de son décor sculpté, ses verrières, la variété des techniques employées pour ses voûtes et son étonnante élévation sont ses intérêts majeurs. La cloche est de 1772. Orgue de chœur, chapelle absidiale gauche.

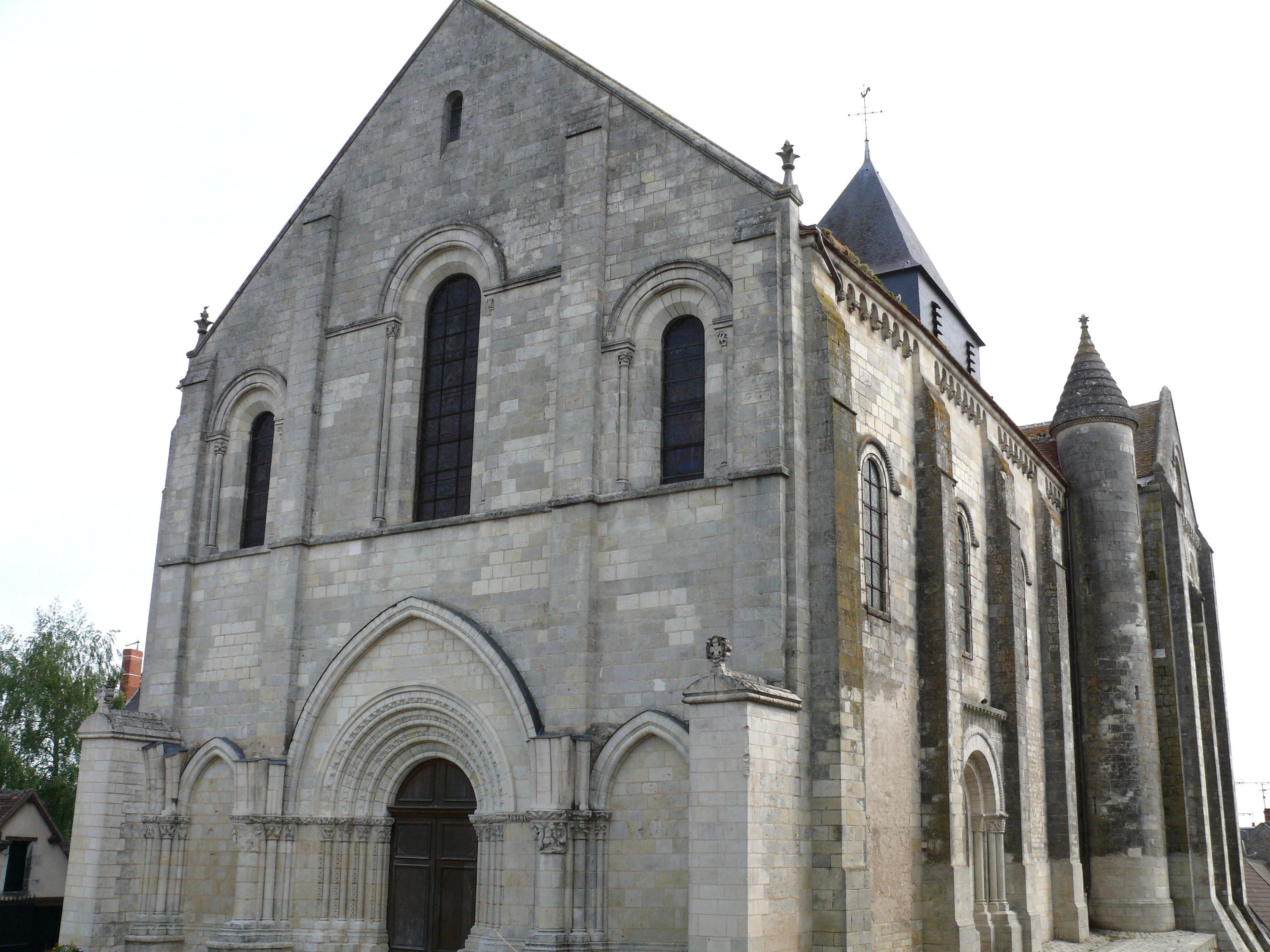
L'église en 2010.
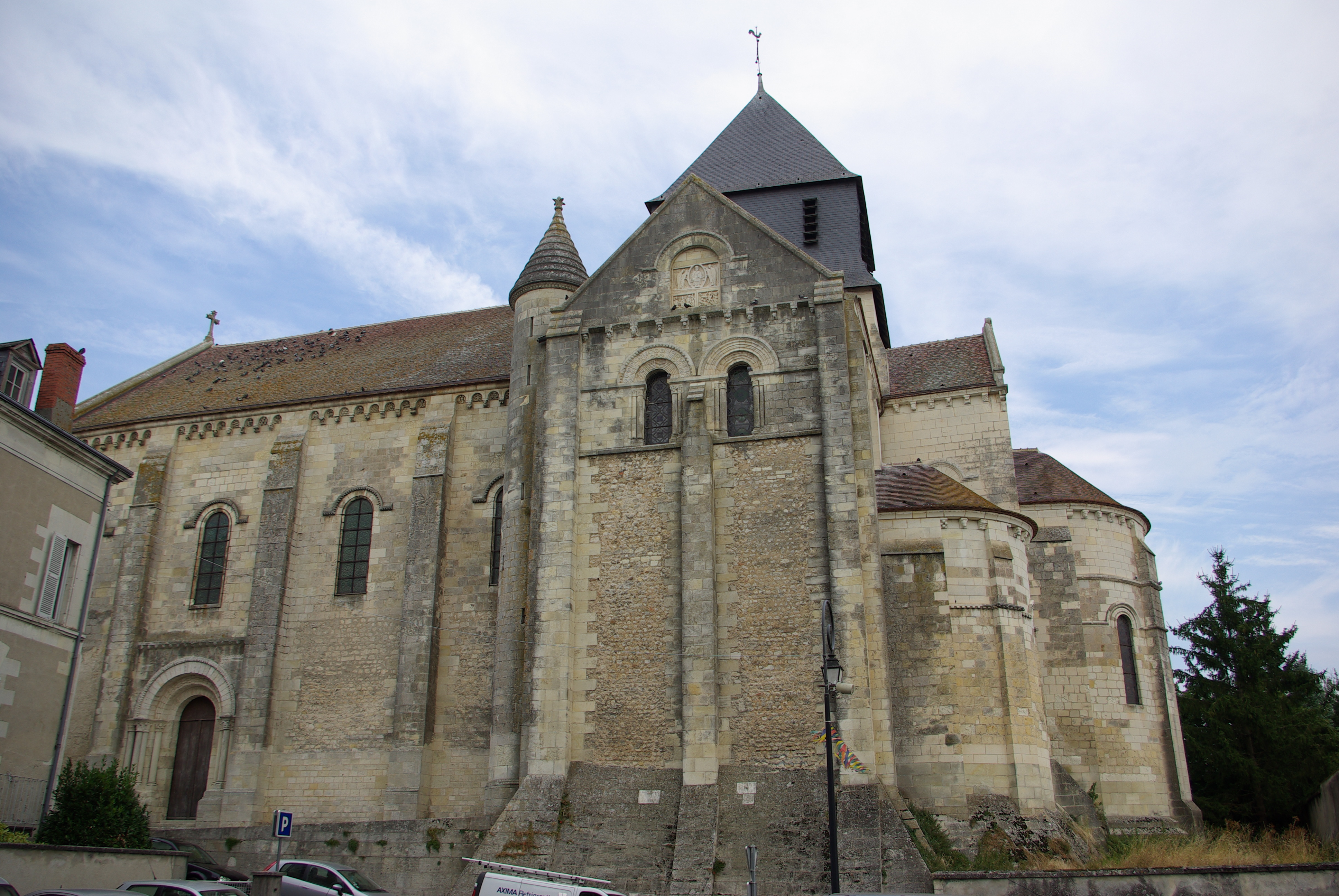
L'église en 2012.
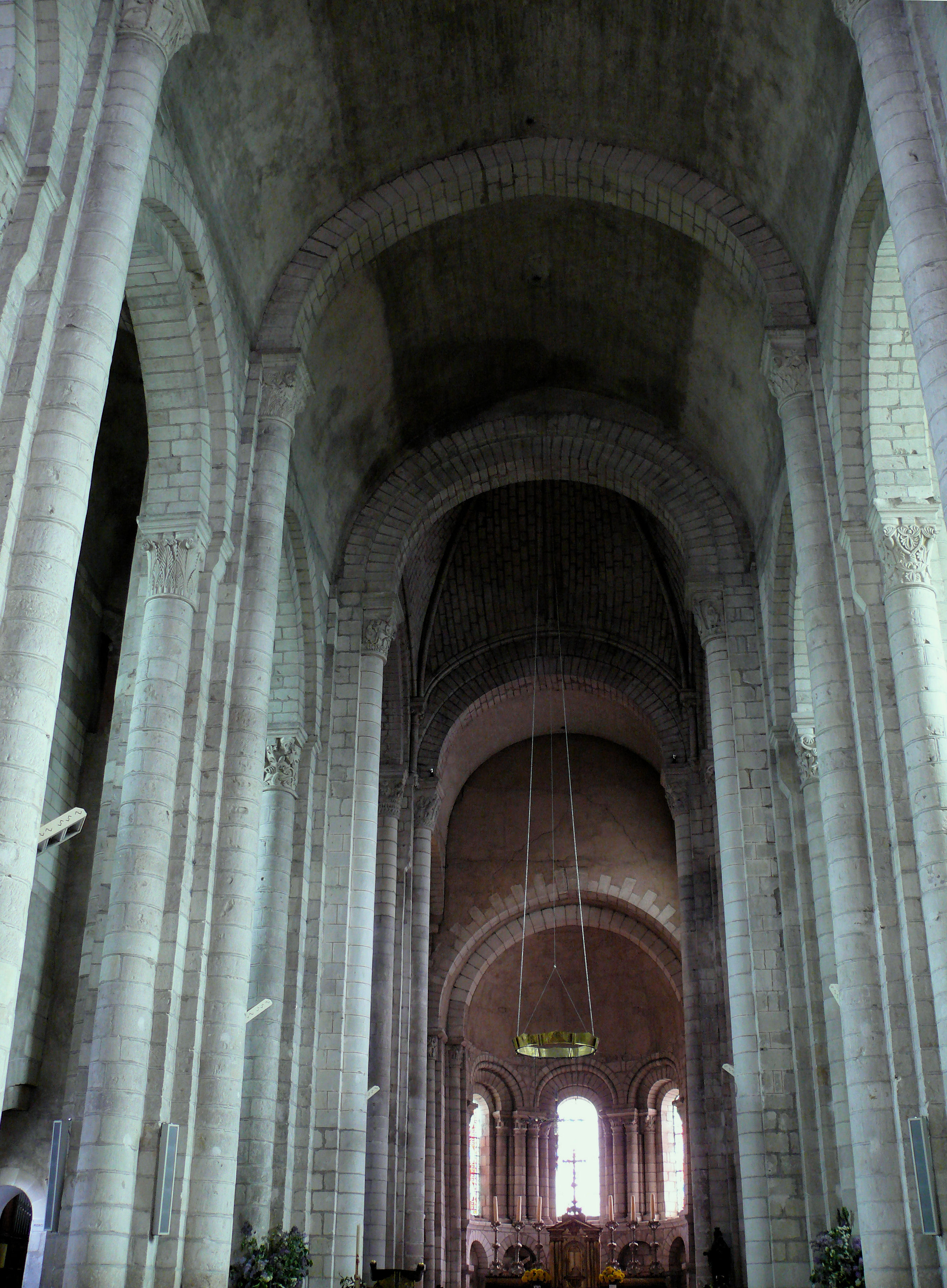
L’intérieur de l'église en 2010.

### Labels et distinctions
Elle a obtenu au concours des villes et villages fleuris :
- une fleur en 2004[98] et 2005[99] ;
- deux fleurs en 2006[100], 2007[101], 2008[102], 2011[103], 2013, 2014, 2015 et 2016[104].

### Personnalités liées à la commune
- Jean-Jacques Amelot de Chaillou (1689-1749), marquis de Combrande, baron de Châtillon-sur-Indre, homme politique, fut académicien élu le 28 juillet 1727 au fauteuil n° 10. Ministre d'État en 1737.
- Augustin Bouchereau est un homme politique français né le 28 août 1756 à Châtillon-sur-Indre, ancienne paroisse de Toiselay, devenue un quartier de la commune (Cher) et décédé le 23 janvier 1841 à Chauny (Aisne).
- Alexandre-Pierre Amédée Godeau d'Entraigues (1785-1856), haut fonctionnaire, préfet d'Indre-et-Loire et conseiller d'État.
- Henri Cosnier, (1869-1932), né et décédé à Châtillon-sur-Indre (Indre), homme politique, député, sénateur.

### Héraldique, logotype et devise
| Blason de Châtillon-sur-Indre | Blason  | De sinople aux trois tours d'argent, au chef cousu d'azur chargé de trois fleurs de lys d'or. |
| Blason de Châtillon-sur-Indre | Détails | Le statut officiel du blason reste à déterminer.                                              |

### Annuaire
1. ↑  « Immeuble : restes de l'ancienne porte de l'enceinte du château », notice no PA00097304, sur la plateforme ouverte du patrimoine, base Mérimée, ministère français de la Culture.
2. ↑  Christian Corvisier, Bulletin monumental : Le donjon de Châtillon-sur-Indre, t. 168-1, Paris, Société française d'archéologie, 2010, p. 17-32.